# Mulowiec
Mulowiec – polana pod szczytem Kobyły (605 m) w Beskidzie Wyspowym. Znajduje się na południowych stokach grzbietu łączącego Kobyłę (zwaną też Kobylą Górą) z Kopcem (585 m). Administracyjnie należy do miejscowości Kamionka Mała w powiecie limanowskim (przysiółek Rosochatka) w województwie małopolskim. Jest to dość duża polana, na której znajduje się jedno gospodarstwo rolne i jeden dom.
Ta ukryta w lesie polana była miejscem dramatycznych wydarzeń zarówno w czasie pierwszej, jak i drugiej wojny światowej. W czasie I wojny światowej na górującej nad okolicą Kobyle i polanie Mulowiec wojska rosyjskie miały umocniony punkt obronny, który w 1914 w krwawych walkach zdobywały wojska austriacko-niemieckie w czasie tzw. bitwy pod Limanową. O dramatyzmie tych walk świadczy fakt, że miejsce to aż sześć razy przechodziło z rąk do rąk. Na północnym stoku, powyżej ostatnich domostw przysiółka Kucek pozostał po tych walkach Cmentarz wojenny nr 300 – Rajbrot-Kobyła z I wojny światowej. Dramatyczne wydarzenia miały tutaj miejsce również podczas II wojny światowej. Na polanie Mulowiec w listopadzie i grudniu 1944 stacjonował liczący 40 żołnierzy oddział II batalionu pp. Armii Krajowej (Obwód AK Brzesko kryptonim „Batuta”), a także samodzielnego plutonu dywersyjnego porucznika Jana Gomoły ps. „Jawor” z I Batalionu „Barbara” oraz żołnierzy 12 pp AK z Bochni. W czasie walk stoczonych z niemiecką dywizją SS Galizien (służyli w niej głównie Ukraińcy) na polanie Mulowiec zginęło pięciu żołnierzy AK i gospodarz. W 2008 odsłonięto w tym miejscu pomnik, na którym znajduje się napis:
Z rąk faszystów dywizji SS Galizien w tym miejscu zginęli:

szer. Marian Komorowski z Kutna lat 19

szer. Henryk Mars z Mogiły lat 22

szer. Bolesław Wala z Mogiły lat 19

szer. NN ze Lwowa lat 19

szer. NN ze Lwowa lat 19

gospodarz Wawrzyniec Odroniec lat 64 z Mulowca.
Z polany widoki na południową stronę, na pobliskie Pasmo Łososińskie. Znakowaną ścieżką edukacyjną można zejść przez las na północną stronę grzbietu, gdzie znajduje się w lesie Cmentarz wojenny nr 300 – Rajbrot-Kobyła.

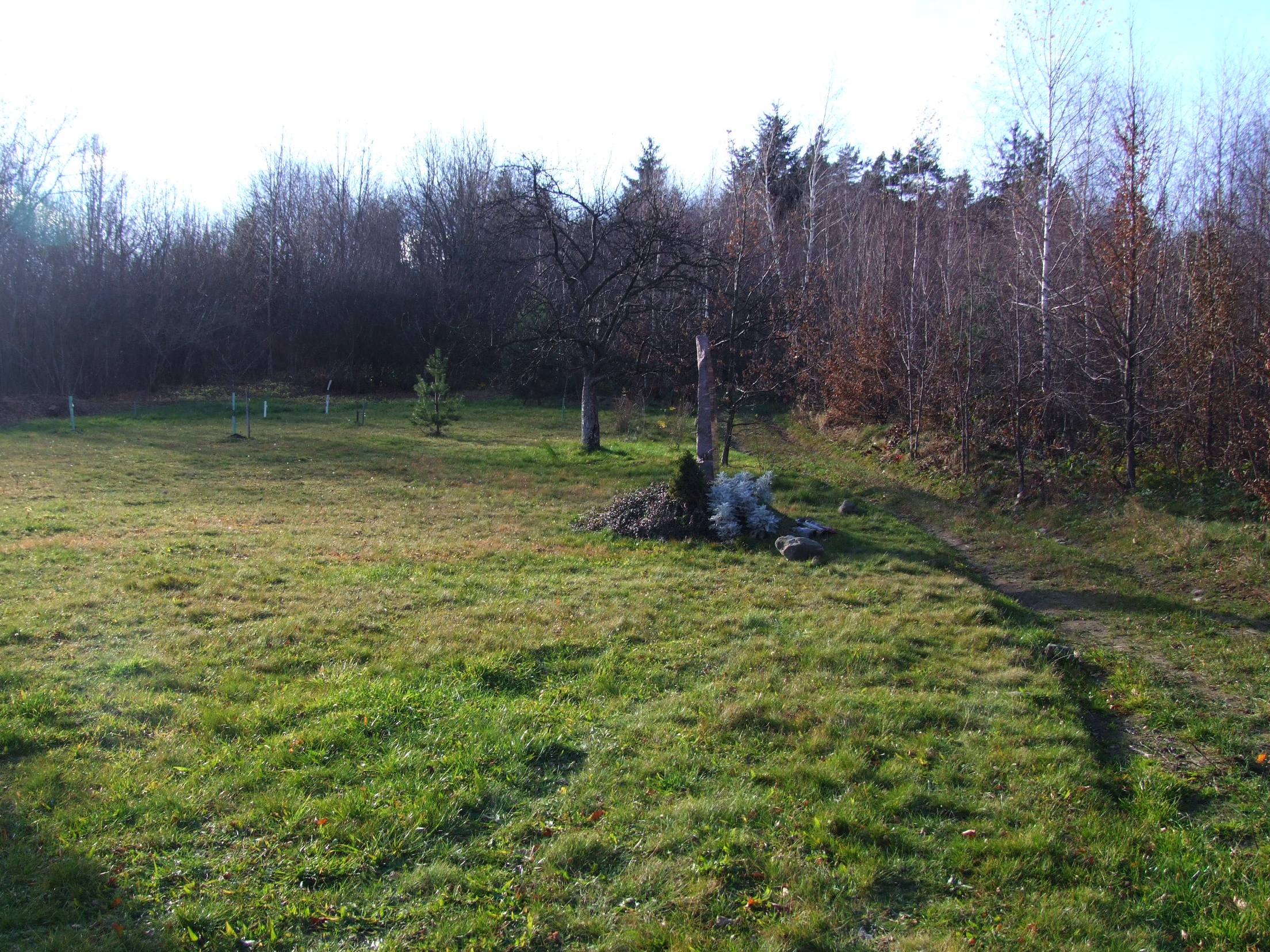
Polana Mulowiec i pomnik